# Maligny (Yonne)
Maligny is een gemeente in het Franse departement Yonne (regio Bourgogne-Franche-Comté) en telt 685 inwoners (1999). De plaats maakt deel uit van het arrondissement Auxerre.

## Geografie
De oppervlakte van Maligny bedraagt 22,4 km², de bevolkingsdichtheid is 30,6 inwoners per km².
De onderstaande kaart toont de ligging van Maligny (Yonne) met de belangrijkste infrastructuur en aangrenzende gemeenten.

## Demografie
Onderstaande figuur toont het verloop van het inwonertal (bron: INSEE-tellingen).

## Geboren
- Maurice René Fréchet (1878-1973), wiskundige